# Pfarrkirche Tweng

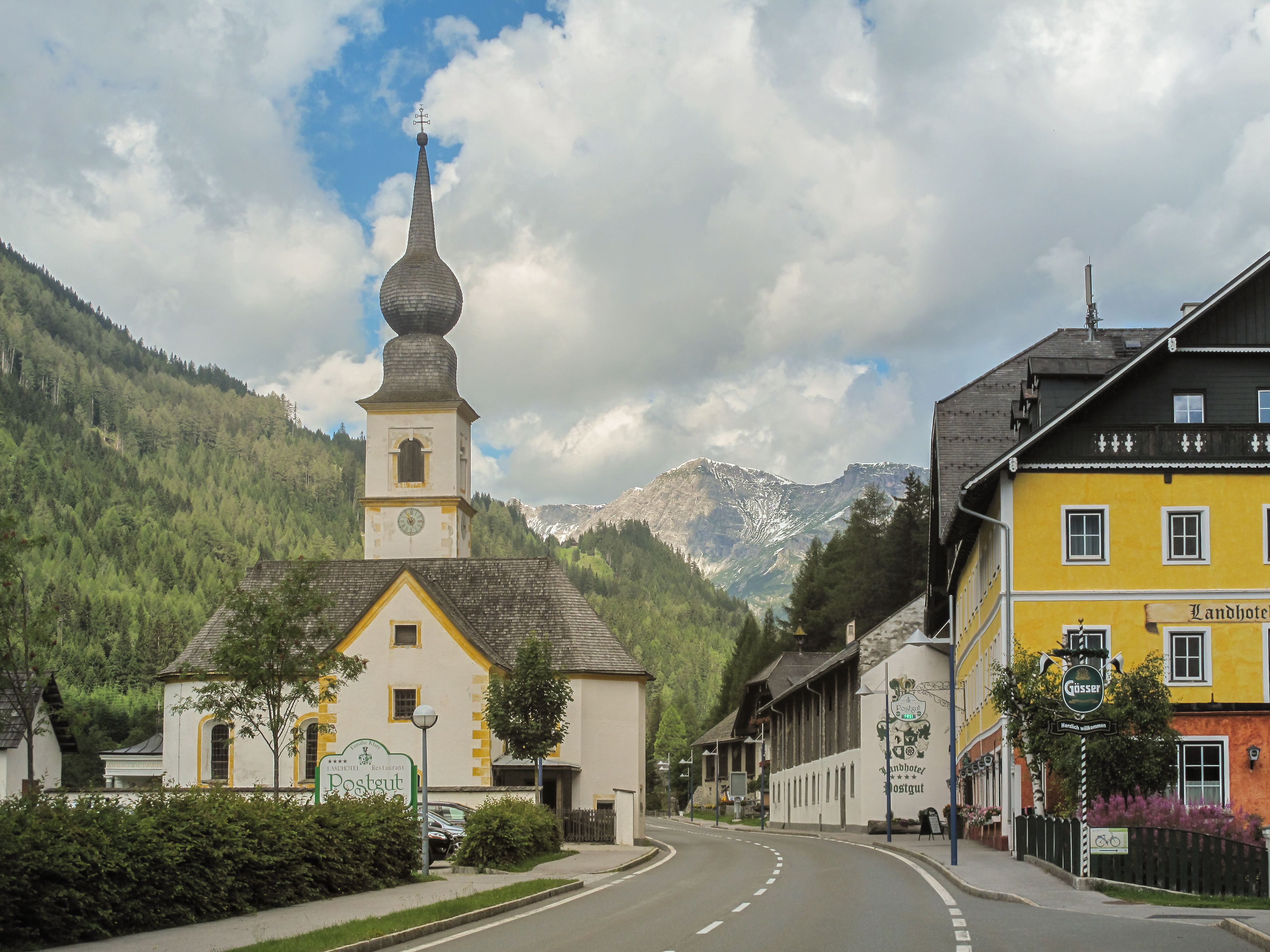
Katholische Pfarrkirche Hl. Kreuz in Tweng

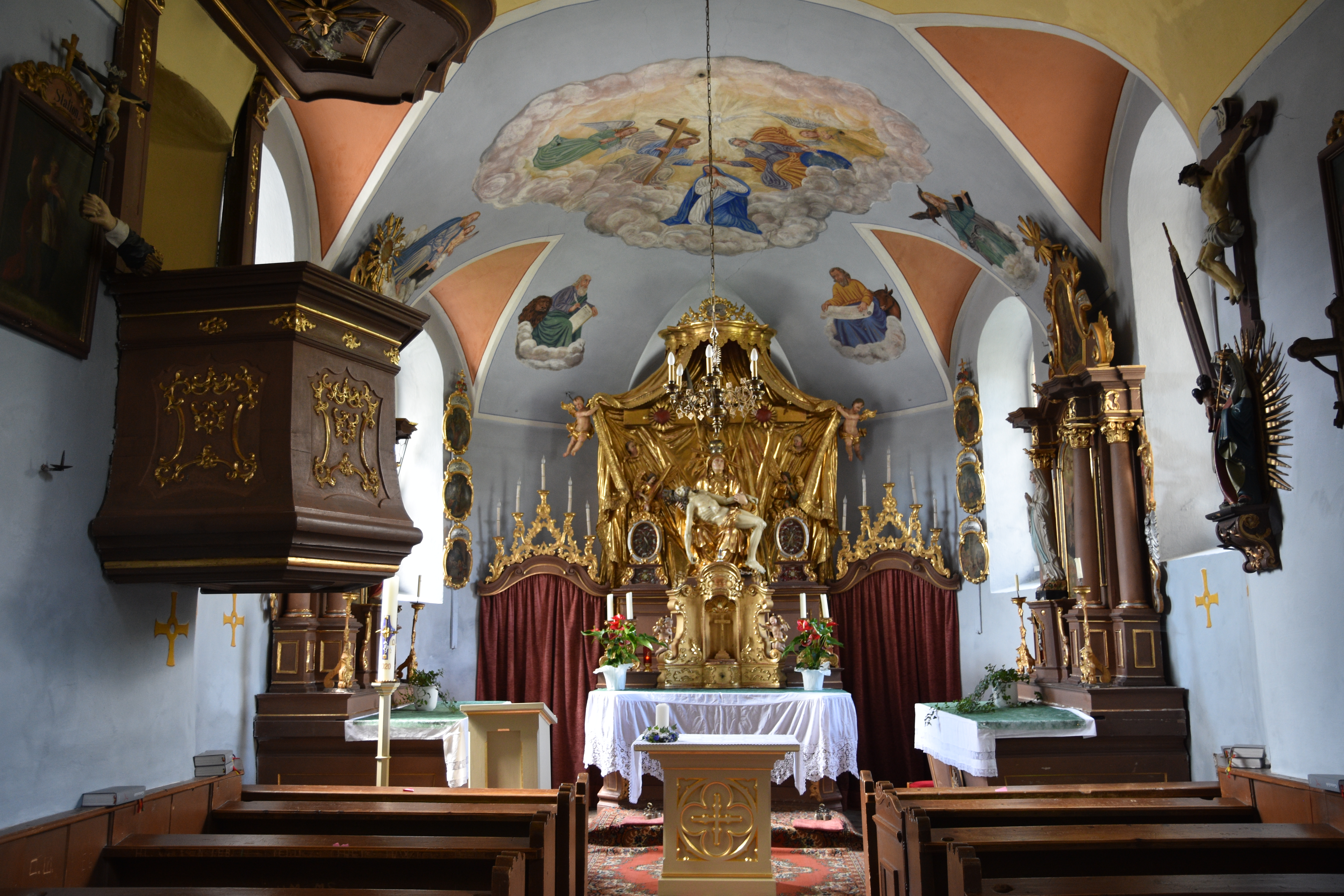
Langhaus, Blick zum Chor

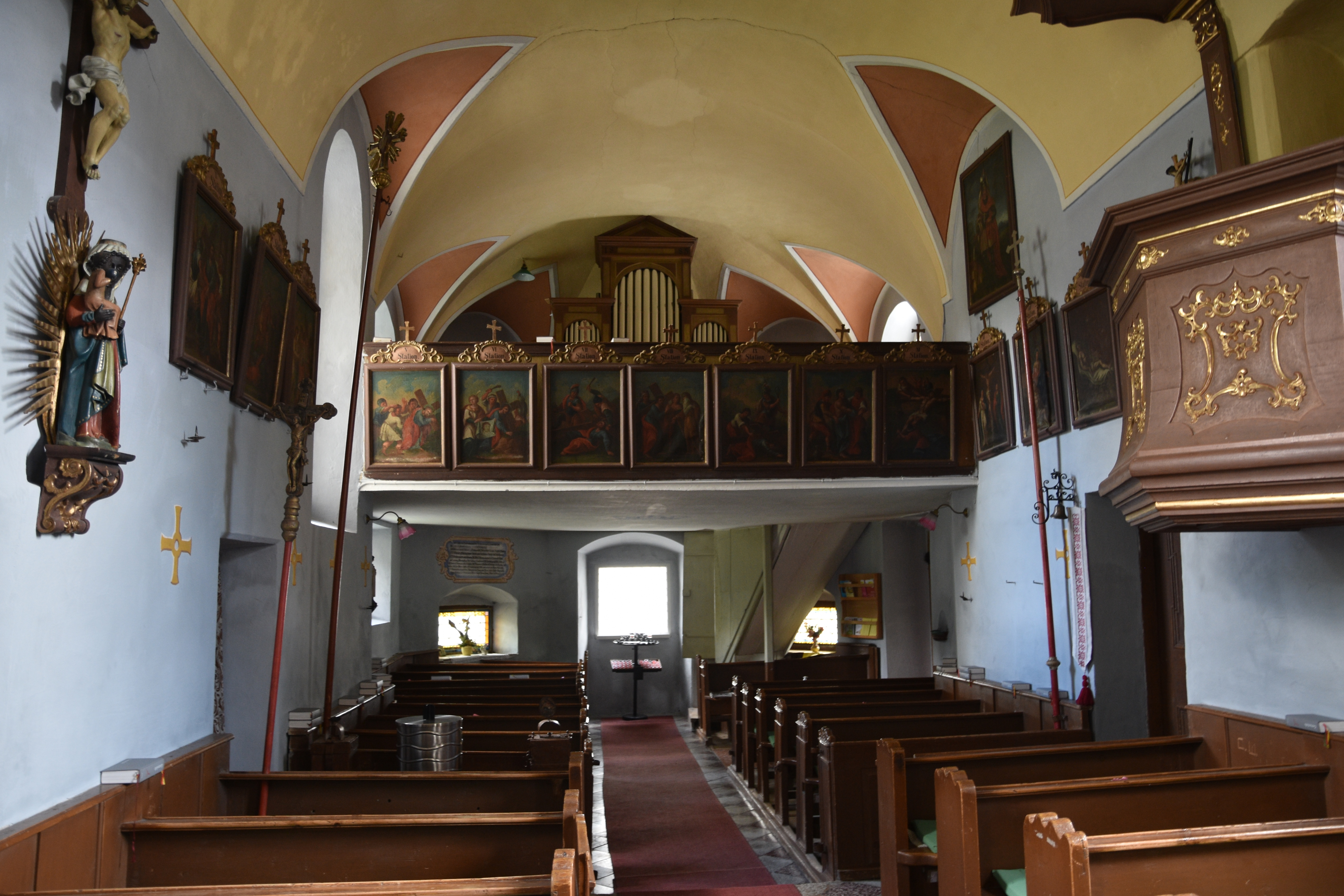
Chor, Blick zur Empore

Die römisch-katholische Pfarrkirche Tweng steht unmittelbar an der Straße der Ortschaft der Gemeinde Tweng im Bezirk Tamsweg im Land Salzburg. Sie ist nach dem Heiligen Kreuz Christi benannt und gehört zum Dekanat Tamsweg in der Erzdiözese Salzburg. Die Kirche steht unter Denkmalschutz (Listeneintrag).

## Geschichte
Ursprung der Kirche war eine Kapelle aus dem Jahr 1665. 1705 ist eine Weihe verzeichnet und 1729 wurde die Kirche baulich erweitert. 1889 wurde sie renoviert. 1921 brannte die Kirche zum neunten Mal ab. 1947 fand eine Restaurierung statt.
Für 1727 ist ein Vikariat genannt, 1891 wurde die Pfarre gegründet.

## Architektur
Heilig Kreuz in Tweng ist eine kleine barocke, an drei Seiten von einem annähernd quadratischen Friedhof umgebene Dorfkirche.
Das Langhaus aus dem Jahr 1729 hat einen halbrunden Chor mit Rundbogenfenstern. Das südliche Portal hat einen geraden Sturz und einen Vorbau aus Holz. Am Übergang zwischen Langhaus und Chor steht im Nordwesten der Turm aus dem Jahr 1729 mit vier angedeuteten Geschoßen und rundbogigen Schallfenstern, er trägt einen Zwiebelhelm. Im Südosten steht ein zweigeschoßiger Sakristeianbau aus dem Jahr 1775 mit einem Eingang und einem Fenster. Die Dächer sind mit Holzschindeln gedeckt.
Die Kirche hat ein einschiffiges Langhaus unter einem flachen Tonnengewölbe mit Stichkappen, in der Mitte ist das Langhaus verengt. Die Empore aus Holz ist weit vorgezogen. In der linken Langhausseite befindet sich der Eingang zur Sakristei, rechts der Zugang zum Turm.
Das Deckengemälde Mariä Krönung und die Wandmalereien Vier Evangelisten im Chor entstanden in der Mitte des 18. Jahrhunderts.

## Einrichtung
Der Hochaltar mit Opfergangsportalen entstand im dritten Viertel des 18. Jahrhunderts, er trägt eine Pietà vor dem Kreuz und den Leidenswerkzeugen unter einem Baldachin mit einem bekrönenden Aufsatz mit seitlichen Engeln. Links und rechts des Altars gibt es je drei Schmerzensdarstellungen Mariens aus der Zeit um 1760. 
Die Seitenaltäre um 1730 zeigen barocke Bilder, links das Altarblatt hl. Josef und das Oberbild hl. Nikolaus, rechts das Bild hl. Nepomuk und im Aufsatzbild die Zunge des hl. Nepomuk in der Glorie.
Die Kanzel mit Rocaillen entstand im dritten Viertel des 18. Jahrhunderts. Aus dem oberen Rand der Kanzelbrüstung ragt ein Arm mit einer Hand heraus, die ein der Gemeinde zugewandtes Kruzifix hält. Unter dem Kanzeldeckel ist die Taube als Symbol des Heiligen Geistes angebracht und über dem Deckel stehen die Gesetzestafeln mit den Zehn Geboten. 
Über einer Madonna mit dem Jesuskind an der rechten Langhauswand hängt ein großes Kruzifix. Diese Madonna ist eine Nachbildung der Maria von Altötting. Die Kopie in Tweng wurde wahrscheinlich im 16. Jahrhundert geschaffen. 
Die 14 Kreuzwegbilder an der Empore und beiden Seitenwänden des Langhauses entstanden Ende des 18. Jahrhunderts.
Die Orgel baute Albert Mauracher 1901.